# Harve Foster
Harve Foster est un réalisateur et producteur américain, né le 27 novembre 1907 au Kansas et mort le 27 juillet 1962 à Los Angeles.

## Filmographie

### comme réalisateur
- 1946 : Mélodie du Sud